# Communauté de communes du Haut-Chablais
La Communauté de communes du Haut-Chablais, anciennement communauté de communes de la Vallée d'Aulps est une communauté de communes française du département de la Haute-Savoie.

## Géographie
La communauté de communes se situe dans la Vallée d'Aulps, dans le Chablais français. Elle comporte sur son territoire une partie d'un des plus grands domaines skiables au monde Les Portes du Soleil. Son altitude varie entre 459 mètres à Reyvroz et 2 466 mètres sur la commune de Morzine.

## Histoire
La communauté de communes de la Vallée d'Aulps a été créée le 1er janvier 1995. Le 1er janvier 2014, la communauté de communes intègre six nouvelles communes (Bellevaux, Les Gets, Lullin, Morzine, Reyvroz, Vailly) et change son nom en "Communauté de communes du Haut-Chablais".

## Composition
La communauté de communes est composée des 15 communes suivantes :

| Nom                | Code Insee | Gentilé               | Superficie (km2) | Population (dernière pop. légale) | Densité (hab./km2) |
| ------------------ | ---------- | --------------------- | ---------------- | --------------------------------- | ------------------ |
| Le Biot (siège)    | 74034      | Biotins               | 13,18            | 636 (2022)                        | 48                 |
| La Baume           | 74030      | Baumis                | 16,91            | 322 (2022)                        | 19                 |
| Bellevaux          | 74032      | Ballavauds            | 48,97            | 1 392 (2022)                      | 28                 |
| La Côte-d'Arbroz   | 74091      | Coutains              | 12,24            | 355 (2022)                        | 29                 |
| Essert-Romand      | 74114      | Essert-Romanais       | 6,78             | 520 (2022)                        | 77                 |
| La Forclaz         | 74129      | Forclans              | 4,04             | 225 (2022)                        | 56                 |
| Les Gets           | 74134      | Gêtois                | 29,98            | 1 227 (2022)                      | 41                 |
| Lullin             | 74155      | Lullinois             | 13,25            | 799 (2022)                        | 60                 |
| Montriond          | 74188      | Meurians              | 24,71            | 956 (2022)                        | 39                 |
| Morzine            | 74191      | Morzinois             | 44,1             | 2 661 (2022)                      | 60                 |
| Reyvroz            | 74222      | Reyvrans              | 9,82             | 498 (2022)                        | 51                 |
| Saint-Jean-d'Aulps | 74238      | Saint-Jean-d'Aulphois | 40,19            | 1 543 (2022)                      | 38                 |
| Seytroux           | 74271      | Seytrousiens          | 18,44            | 535 (2022)                        | 29                 |
| Vailly             | 74287      | Vaillérands           | 18,89            | 907 (2022)                        | 48                 |
| La Vernaz          | 74295      | Verniants             | 7,78             | 288 (2022)                        | 37                 |

## Démographie

### Population
| 1968  | 1975  | 1982  | 1990  | 1999  | 2010  |
| ----- | ----- | ----- | ----- | ----- | ----- |
| 2 949 | 2 821 | 2 897 | 3 191 | 3 586 | 4 336 |

### Pyramide des âges
| Hommes | Classe d’âge | Femmes |
| ------ | ------------ | ------ |
| 0,1    | 90 ans ou +  | 1,4    |
| 4,8    | 75 à 89 ans  | 9,0    |
| 13,8   | 60 à 74 ans  | 14,5   |
| 20,9   | 45 à 59 ans  | 19,6   |
| 24,5   | 30 à 44 ans  | 22,9   |
| 15,3   | 15 à 29 ans  | 13,6   |
| 20,5   | 0 à 14 ans   | 18,9   |

| Hommes | Classe d’âge | Femmes |
| ------ | ------------ | ------ |
| 0,3    | 90 ans ou +  | 0,9    |
| 5,5    | 75 à 89 ans  | 7,7    |
| 12,6   | 60 à 74 ans  | 13,3   |
| 20,3   | 45 à 59 ans  | 20,4   |
| 22,8   | 30 à 44 ans  | 22,2   |
| 18,7   | 15 à 29 ans  | 16,8   |
| 20,2   | 0 à 14 ans   | 18,7   |

## Politique et administration

### Statut
Le regroupement de communes a pris la forme d’une communauté de communes. L’intercommunalité est enregistrée au répertoire des entreprises sous le code SIREN 247 400 682. Son activité est enregistrée sous le code APE 8411Z

### Tendances politiques
| Commune            | Maire                   | Nuance politique | Nuance politique |
| ------------------ | ----------------------- | ---------------- | ---------------- |
| La Baume           | Serge Coffy             |                  | SE               |
| Bellevaux          | Jean-Louis Vuagnoux     |                  | UDI              |
| Le Biot            | Henri-Victor Tournier   |                  | SE               |
| La Côte-d'Arbroz   | Sophie Muffat           |                  | SE               |
| Essert-Romand      | Christelle Gaydon       |                  | SE               |
| La Forclaz         | Gilbert Gallay          |                  | SE               |
| Les Gets           | Henri Anthonioz         |                  | DVD              |
| Lullin             | Alain Degenève          |                  | SE               |
| Montriond          | Georges Lagrange        |                  | SE               |
| Morzine            | Fabien Trombert         |                  | SE               |
| Reyvroz            | Gérald Lombard          |                  | SE               |
| Saint-Jean-d'Aulps | Patrick Cottet-Dumoulin |                  | DVD              |
| Seytroux           | Jean-Claude Morand      |                  | SE               |
| Vailly             | Yannick Trabichet       |                  | SE               |
| La Vernaz          | Jacqueline Garin        |                  | SE               |

### Liste des présidents
| Période                                  | Période      | Identité         | Étiquette | Qualité                      |
| ---------------------------------------- | ------------ | ---------------- | --------- | ---------------------------- |
| 2001                                     | juillet 2020 | Jacqueline Garin | SE        | Maire de La Vernaz (1985 → ) |
| juillet 2020                             | En cours     | Fabien Trombert  | SE        | Maire de Morzine (2020 → )   |
| Les données manquantes sont à compléter. |              |                  |           |                              |

### Conseil communautaire
À la suite de la réforme des collectivités territoriales de 2013, les conseillers communautaires dans les communes de plus de 1 000 habitants sont élus au suffrage universel direct en même temps que les conseillers municipaux. Dans les communes de moins de 1 000 habitants, les conseillers communautaires seront désignés parmi le conseil municipal élu dans l'ordre du tableau des conseillers municipaux en commençant par le maire puis les adjoints et enfin les conseillers municipaux. Les règles de composition des conseils communautaires ayant changé, celui-ci comptera à partir de mars 2014 trente conseillers communautaires qui sont répartis selon la démographie : 
| Nombre de délégués | Communes                                                                                       |
| ------------------ | ---------------------------------------------------------------------------------------------- |
| 7                  | Morzine                                                                                        |
| 3                  | Bellevaux, Les Gets et Saint-Jean-d'Aulps                                                      |
| 2                  | Lullin, Montriond et Vailly                                                                    |
| 1                  | La Baume, Le Biot, La Côte-d'Arbroz, Essert-Romand, La Forclaz, Reyvroz, Seytroux et La Vernaz |

### Bureau
Le conseil communautaire est composé de 30 membres qui élisent un président et 9 vice-présidents. Ces derniers, avec d'autres membres du conseil communautaire, constituent le bureau. Le conseil communautaire délègue une partie de ses compétences au bureau et au président. 
| Nom                   | Fonction           | Qualité                           |
| --------------------- | ------------------ | --------------------------------- |
| Jacqueline Garin      | Président          | Maire de La Vernaz                |
| Christophe Mutillod   | 1er Vice-président | 1er adjoint au maire de Les Gets  |
| Gilbert Peillex       | 2e Vice-président  | 5e adjoint au maire de Morzine    |
| Jean-Claude Morand    | 3e Vice-président  | Maire de Seytroux                 |
| Hélène Richard        | 4e Vice-présidente | Conseillère municipale de Morzine |
| Henri-Victor Tournier | 5e Vice-président  | Maire de Le Biot                  |
| Sophie Muffat         | 6e Vice-présidente | Maire de La Côte-d'Arbroz         |
| Gérald Lombard        | 7e Vice-président  | Maire de Reyvroz                  |
| Jean-Louis Vuagnoux   | 8e Vice-président  | Maire de Bellevaux                |
| Gérard Berger         | 9e Vice-président  | Maire de Morzine                  |

### Compétences
La communauté de communes exerce deux compétences obligatoires intéressant l'ensemble de la communauté  que sont :
- Les actions de développement économique
- L’aménagement du territoire

Elle exerce également des compétences « optionnelles » que sont :
- La protection et mise en valeur de l'environnement (comme la lutte contre les décharges sauvages, valorisation des déchets ménagers, balisage et entretien des sentiers, etc.)
- La création ou aménagement et entretien de voirie d'intérêt communautaire (l’entretien des voies communales, curage des fossés, salage, etc.)
- La construction, entretien et fonctionnement d’équipements culturels et sportifs et d’équipements de l’enseignement préélémentaire et élémentaire
- La politique du logement et du cadre de vie (comme le soutien aux logements sociaux)
- Les actions sociales

Et enfin des compétences « facultatives », que sont la gestion des transports publics (transports scolaires, TAD, etc.)

### Identité visuelle
| Logotype de la Communauté de communes du Haut-Chablais. | La Communauté de communes du Haut-Chablais s’est dotée d’un logotype. |

## Pour approfondir